# 차데모

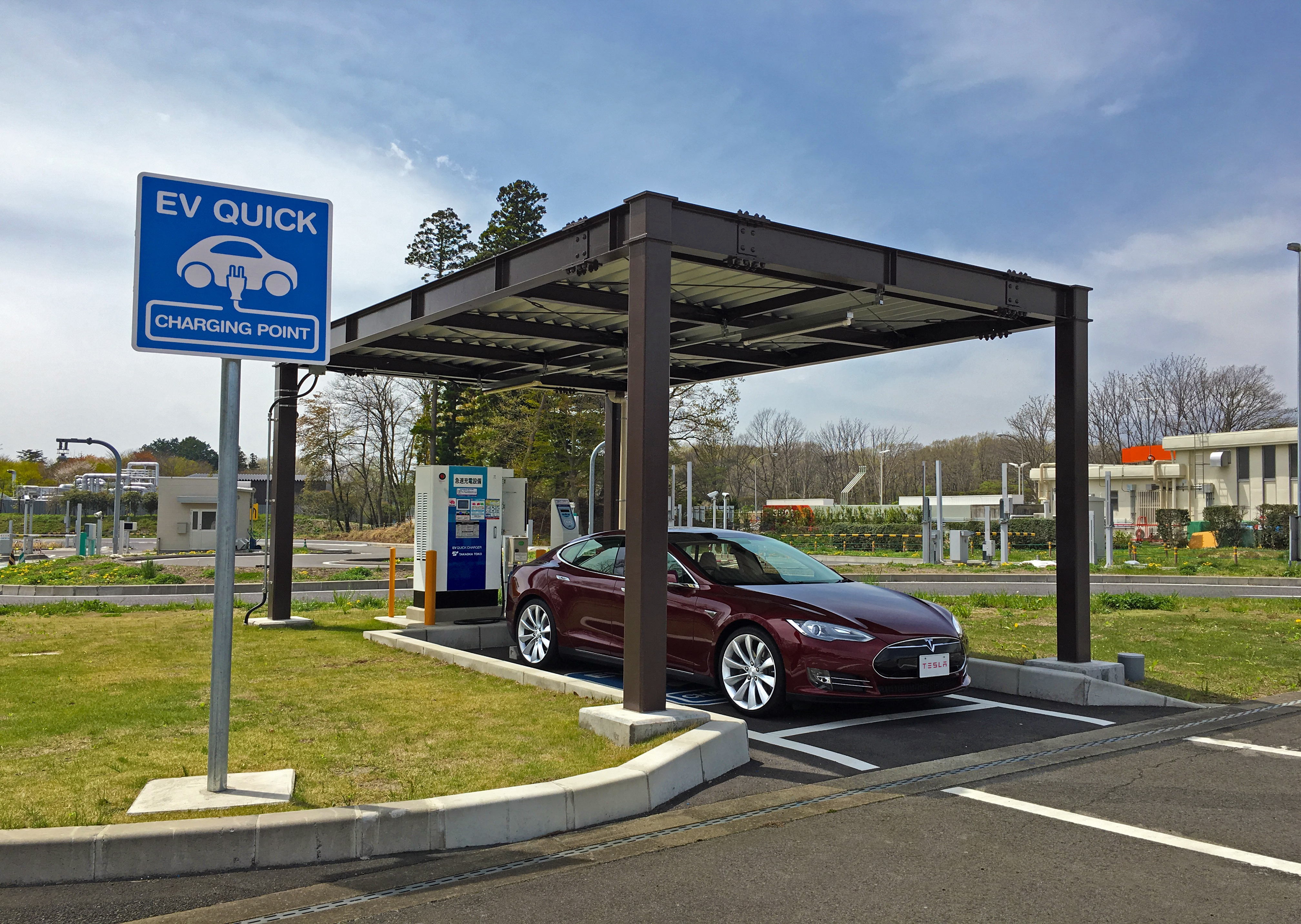
2016년 일본의 차데모 2.0 급속충전소에서 충전중인 테슬라 모델 S

차데모(CHAdeMO)는 일본의 전기차 급속 충전 규격이다.

## 역사
전기차 급속충전기 시장은 현재 일본의 차데모, 중국의 GB/T, 유럽의 CCS 콤보가 치열한 주도권 다툼을 벌이고 있다. 미국의 테슬라는 어댑터를 통해 차데모를 지원한다. 한국은 정부에서 CCS 콤보를 사용하기로 결정했다.
차데모의 단점은, 자동차에 싣고 다니는 충전기 단자의 크기가 크다는 것이다.

## CHAdeMO 2.0
새로 발표된 차데모 2.0 규격은 400 kW, 1000 V, 400 A 직류 충전을 지원한다. 400 kW 충전기는 초급속 충전기(ultra-fast)라고 불린다. 전기차를 5분만에 80%까지 충전할 수 있다. 가솔린차의 주유시간이 5분이다.
2세대 닛산 리프는 차데모 2.0을 지원한다. 주행거리 400 km이며, 400 kW 초급속 충전기로 5분만 충전하면 80%인 320 km를 주행할 수 있다. 닛산 리프는 세계 최초의 양산형 전기자동차다. 2019년 1월 기준으로, 연간 최다 판매 기록을 미국 테슬라 모델 3에 빼았겼다.
2018년 3월 기준으로, 한국에 깔린 급속충전기는 전부 50㎾급이다. 배터리 용량 30㎾h급 일반 전기차를 충전할 때 완충전(80%)까지 약 30분이 소요됐다면 400㎾ 충전기를 사용하면 5분 이내, 100㎾와 200㎾는 각각 15분 및 10분 이내면 충전할 수 있다. 급속충전기는 배터리 부하 등 안전 규격에 따라 배터리의 80%를 충전(급속) 이후 7㎾급 완속 충전 모드로 자동 전환된다.
경쟁중인 유럽의 CCS 콤보 규격은 다음과 같다.
- CCS 1.0: 최대 80 KW 고속충전
- CCS 2.0: 최대 350 KW 고속충전

## CHAdeMO 3.0
차데모 3.0 규격은 발표되지 않았다. 그러나 일본은 중국의 GB/T과 공동으로 500 kW 초급속 충전 규격을 개발하기로 하였다.

## 같이 보기
- CCS 콤보